# All Man: The International Male Story
All Man: The International Male Story es un documental estadounidense de 2022, dirigido por Bryan Darling y Jesse Finley Reed, escrito por Peter Jones, musicalizado por Bright Light Bright Light, en la fotografía estuvieron Gabriel Bienczycki, Bryan Darling y Jonathan Ingalls, el elenco está compuesto por Matt Bomer, Brian Buzzini y Carson Kressley, entre otros. Esta obra fue realizada por Peter Jones Productions y Bright Eyes; se estrenó el 12 de junio de 2022.

## Sinopsis
Se da a conocer a las personalidades de International Male, uno de los catálogos de pedidos por correo más difundido y demandado en las décadas de 1980 y 1990.